# Masafumi Nakaguchi
Masafumi Nakaguchi (født 10. april 1972) er en japansk tidligere fodboldspiller.